# Marek Jaromski
Marek Jaromski (ur. 19 czerwca 1953 w Kutnie) – polski artysta grafik. Tworzy prace z pogranicza grafiki, rysunku, malarstwa i rzeźby. Z odbitych na wyprodukowanym przez siebie papierze grafik komponuje instalacje. Pracuje także w Radiu Plus Warszawa (dawniej Radiu Józef) prowadząc audycję „Eteryczna akademia sztuki”, niegdyś także „Chodzę po ziemi”, „Wniebogłosy” i „Rozmowy na chmurce”.

## Życiorys
Studiował w warszawskiej Akademii Sztuk Pięknych, w Pracowni Technik Drzeworytniczych pod kierunkiem prof. Haliny Chrostowskiej; aneks z malarstwa u prof. Eugeniusza Markowskiego. Dyplom z wyróżnieniem uzyskał w 1980 roku. Przez krótki czas był asystentem w swej macierzystej uczelni. Od 1976 roku związany jest z działalnością grupy Warsztat, którą razem z nim współtworzą Andrzej Kalina i Andrzej Dworakowski.

## Twórczość
Marek Jaromski inspiruje się tradycją chrześcijańską. Jest znany ze swojego zamiłowania do aniołów i angelologii. Eksperymentuje z matrycą graficzną i podłożem, tworzy we własnej technice ziemiorytu. Do pokazów swoich prac włącza czasem poezję i muzykę. 

## Nagrody
- 1980 – I nagroda, konkurs Najlepsza Grafika Roku, Warszawa
- 1981 – nagroda miasta Baden-Baden, II Europejskie Biennale Grafiki
- 1981 – II nagroda, Ogólnopolski Konkurs Grafiki im. J.Gielniaka, Jelenia Góra
- 1981 – II nagroda, Festiwal Sztuki Zachęta, Warszawa
- 1983 – I nagroda, Ogólnopolski Konkurs Grafiki im. J.Gielniaka, Jelenia Góra
- 1984 – Nagroda Młodych, Biennale Grafiki, Berlin
- 1984 – nagroda fundowana, Międzynarodowe Biennale Grafiki, Kraków
- 1985 – Srebrny Gryfon, Biennale Krajów Nadbałtyckich, Rostock
- 1985 – Nagroda Równorzędna, Biennale Małych Form Graficznych, Łódź
- 1985 – nagroda Faber-castell, Międzynarodowe Triennale Rysunku, Norymberga
- 1986 – Grand Prix-Ex-Aequo, Międzynarodowe Biennale Grafiki, Kraków
- 1986 – Nagroda im. St. Wyspiańskiego
- 1988 – Grand Prix, Międzynarodowe Biennale Grafiki, Kraków
- 1994 – II Nagroda, Ogólnopolski Przegląd Grafiki, Łódź
- 1995 – wyróżnienie, Quatriennale Linorytu i Drzeworytu Polskiego, Olsztyn
- 1995 – Nagroda Roku Wojewody Warszawskiego w konkursie Grafika Warszawska
- 1997 – Nagroda Specjalna Wojewody Toruńskiego na Międzynarodowym Triennale Grafiki w Krakowie
- 1997 – Najciekawsi Ludzie Roku, Nagroda „Gazety Polskiej”
- 1997 – Drugie Grand Prix, Międzynarodowe Triennale Grafiki, Chamalieres, Francja
- 2003 – Wyróżnienie Honorowe, Międzynarodowy Konkurs Grafiki im. J.Gielniaka, Jelenia Góras

## Wystawy indywidualne
- 1980 – Galeria 37,2, Radom
- 1981 – Galerie Europa, Schloß Oberhausen, Heidelberg; Galerie Luther, Duisburg
- 1983 – Kontrasty (Stażewski, Jaromski), Galerie L.K., Verrelbusch
- 1984 – Galerie Graffiti, Oslo; Galeria Zapiecek, Warszawa
- 1985 – Galerie L.H., Sztokholm
- 1986 – Blues dla anioła, Galeria Studio, Warszawa
- 1987 – Renitenz-Theater, Stuttgart; Black Gallery, Kraków; Galerie Schulte, Murnau
- 1988 – Galeria Pryzmat, Kraków; Galeria Dzieduszyckiego i Sosnowskiego, Warszawa; BWA, Łódź; Galeria Ars Polona, Düsseldorf
- 1989 – Zamek Książąt Pomorskich, Galeria Południowa, Szczecin; BWA, Słupsk; Galeria U, Warszawa; Evangelische Akademie Loccum, Rehburg-Loccum; Galeria L.H., Sztokholm
- 1991 – Galeria Krytyków Pokaz, Warszawa; Krew i woda, Galeria Krzysztofory, Kraków
- 1992 – Dni Kultury Polskiej; Galeria Fridemann-Gusterlom (Niemcy); Galerie Fabriken-Gotenborg;
- 1993 – Credo, Galeria Abakus, Warszawa
- 1996 – Drzewo żywota, Muzeum Ziemi Lubuskiej, Zielona Góra; Krzewy Gorejące, Muzeum im. Ks.Krzysztofa Kluka-Ciechanowiec
- 1997 – Jako w niebie tak i na ziemi, Galeria Dyptyk, Toruń; Przyjdź – książka dla Elżbiety Dzikowskiej, Galeria Pokaz, Warszawa; Miejska Galeria Sztuki Ekstravagancja, Sosnowiec;
- 1998 – Jako w niebie tak i na ziemi, Martin (Słowacja); Wieczernik, Galeria Ars Longa, Milanówek; Wieczernik z kapelą „Trebunie-Tutki”, Galeria Zapiecek, Warszawa; Wieczernik (Prezentacja płyty „Podniesienie” zespołu „Trebunie-Tutki”), Studio Koncertowe Polskiego Radia im. Witolda Lutosławskiego-Warszawa; Podniesienie, Galeria Zapiecek, Warszawa;
- 1999 – Die Himmlische Münze, Galerie L.V.Verselbusch, Niemcy; Nowa Ziemia Nowe Niebo, Galeria Bayer, Warszawa;
- 2000 – Odsłona, Biuro Wystaw Artystycznych, Zamość; Niebieska Moneta, Bank PBK, Warszawa; Niebieska Moneta, Muzeum Ziemi Lubuskiej-Zielona Góra; Rok Polski (do wierszy Ernesta Brylla), Międzynarodowe Targi Książki-Frankfurt;
- 2000/2001 – Blues dla anioła, Galeria Meduna, Wiedeń;
- 2001 – Rok Polski, Galeria Studio, Warszawa; Grafika, rzeźba, rysunek, Galeria Belotto, Warszawa; Niebieska moneta, Engramme, Quebec;
- 2002 – Niebo w gębie, Galeria Pokaz, Warszawa; Przyjdź do nas głosie jasny (do wierszy Ernesta Brylla), Galeria Sztuki Wozownia, Toruń;
- 2004 – Moje Podwórko, Muzeum Iwaszkiewicza, Stawiska k. Warszawy
- 2006 – Galera Belotto, Warszawa
- 2008 – Moja wieś Ponikiew Duża, Fabryka Trzciny, Warszawa; Moja wieś Ponikiew Duża, Galeria Mała w Białostockim Ośrodku Kultury.
- 2019 – Niebieska trumna, Muzeum Archidiecezji Warszawskiej[1]